# 10월 19일
10월 19일은 그레고리력으로 292번째(윤년일 경우 293번째) 날에 해당한다.

## 사건
- 615년 - 교황 아데오다토 1세, 68대 로마 교황으로 취임.
- 1948년 - 제주 4·3 사건 진압을 거부한 국군 14연대가 봉기하다. (여수·순천 사건)
- 1950년 - 대한민국의 국군이 조선민주주의인민공화국의 평양을 탈환.
- 1955년 - 조선민주주의인민공화국과 중화인민공화국 사이에 무역협정이 체결.
- 1987년 - 미국의 다우 존스 산업평균지수가 하루 낙폭으로는 최대치인 22%나 하락(검은 월요일).
- 1991년 - 대한민국 서울특별시 영등포구 여의도광장 (지금의 여의도공원)에서 차량질주 사건이 발생했다.
- 2014년 - 경기도 파주시 군사분계선 인근에서 대한민국 국군과 북한군 간 총격전이 발생하였다.

## 문화
- 2003년 - 경기도 포천군이 포천시로, 양주군이 양주시로 승격.
- 2005년 - KBO 리그 KBO 한국시리즈 4차전에서 삼성 라이온즈가 두산 베어스를 10대 1로 꺾고 시리즈 전적 4승으로 2002년 이후 3년만에 통산 3번째 우승을 달성하였다.
- 2006년 - 북한산 진흥왕 순수비지에 놓인 모조비를 원래 비와 유사하게 만든 복제비로 교체.
- 2010년 - KBO 리그 KBO 한국시리즈 4차전에서 SK 와이번스가 삼성 라이온즈를 4대 2로 꺾고 시리즈 전적 4승으로 2008년 이후 2년만에 통산 3번째 우승을 달성하였다.
- 2011년 - SM엔터테인먼트 소속 그룹 소녀시대, 정규 3집 "The Boys" 발매.
- 2015년 - 시아준수 미니앨범 "꼭 어제" 발표.

## 탄생
- 879년 - 요나라 태조의 황후 순흠황후. (~953년)
- 1433년 - 이탈리아 철학자 마르실리오 피치노. (~1499년)
- 1506년 - 베트남 후 레 왕조의 제11대 황제 레 소종. (~1527년)
- 1864년 - 중화민국의 혁명가 리위안훙. (~1928년)
- 1877년 - 프랑스의 펜싱 선수 조아니 페로네. (~1950년)
- 1894년 - 대한민국의 독립운동가 최현배. (~1970년)
- 1909년 - 프랑스의 물리학자 마르게리트 페레. (~1975년)
- 1910년 - 인도의 천체물리학자 수브라마니안 찬드라세카르. (~1995년)
- 1918년 - 우크라이나의 음유시인, 극작가 올렉산드르 할리치. (~1977년)
- 1932년 - 대한민국의 비전향장기수 김동기.
- 1934년 - 대한민국의 정치인 오인택. (~2022년)
- 1936년 - 미국의 배우 토니 로 비안코. (~2024년)
- 1940년 - 아일랜드의 배우 마이클 갬본. (~2023년)
- 1942년 - 미국의 사업가 짐 로저스.
- 1943년 - 그리스의 축구 선수 타키스 이코노모풀로스. (~2025년)
- 1944년 - 대한민국의 배우 오영수.
- 1949년 - 대한민국의 배우 허진.
- 1951년 - 대한민국의 정치인 김일권.
- 1954년
  - 대한민국의 성우 권혁수.
  - 미국의 농구 선수 조 브라이언트. (~2024년)
  - 잉글랜드의 전 축구 선수, 현 축구 지도자 샘 앨러다이스.
- 1955년 - 프랑스의 기타리스트, 작곡가, 편곡가 롤랑 디앙. (~2016년)
- 1956년 - 인도의 배우, 영화 감독, 영화 프로듀서, 정치인 써니 데올.
- 1957년 - 대한민국의 배우 김선화.
- 1962년
  - 대한민국의 법조인, 정치인 유영하.
  - 대한민국의 언론인, 정치인 김종혁.
- 1963년 - 대한민국의 정치인, 교육인 장재성.
- 1964년 - 영국의 배우 켄 스톳.
- 1965년 - 대한민국의 성우 강수진.
- 1966년
  - 미국의 배우, 영화 감독 존 패브로.
  - 대한민국의 전 야구 선수, 야구 심판 김풍기.
  - 대한민국의 가수 홍종명. (~2012년)
- 1968년
  - 대한민국의 성우 오수경.
  - 대한민국의 배우 김세민.
- 1969년 - 미국의 애니메이터 트레이 파커.
- 1970년
  - 대한민국의 배우 박상민.
  - 대한민국의 가수 양혜승.
- 1972년 - 일본의 성우 아오키 사야카.
- 1973년 - 대한민국의 가수 최승민.
- 1974년
  - 대한민국의 성우 정현경.
  - 대한민국의 기초의회의원 박성호.
- 1975년
  - 대한민국의 배우, 영화 감독 양익준.
  - 대한민국의 정치인 정혜정.
- 1976년
  - 미국의 배우 데즈먼드 해링턴.
  - 일본의 전 축구 선수 사카이 히로시.
- 1977년 - 미국의 영화 감독 제이슨 라이트먼.
- 1978년
  - 대한민국의 인권 운동가 정욜.
  - 일본의 전 축구 선수 야마자키 고타로.
- 1980년
  - 대한민국의 야구 선수 손시헌.
  - 도미니카 공화국의 야구 선수 호세 바티스타.
- 1981년
  - 대한민국의 전 가수, 배우 송재윤.
  - 대한민국의 배우 박영서.
  - 필리핀의 가수, 배우, 모델 크리스천 바우티스타.
- 1982년
  - 대한민국의 희극인 하지영.
  - 오스트리아의 프리스타일 스키 안드레아스 마트.
- 1983년
  - 스웨덴의 배우 레베카 페르구손.
  - 대한민국의 배우 주종혁.
  - 대한민국의 가수 김기태.
- 1984년
  - 일본의 성우 후지타 사키.
  - 미국의 자전거 경기 선수 마이크 데이.
- 1985년 - 대한민국의 아나운서 김난영.
- 1986년 - 대한민국의 전 야구 선수 김민겸.
- 1987년 - 일본의 배우 키무라 후미노.
- 1988년
  - 대한민국의 희극인 김건.
  - 일본의 성우 에노키 준야.
- 1989년 - 대한민국의 전직 스타크래프트 프로게이머 가수 겸 아프리카TV BJ 철구형.
- 1990년 - 대한민국의 축구 선수 박주원.
- 1991년
  - 일본의 바이올리니스트, 성우 Ayasa.
  - 중화인민공화국의 배우 리셴.
- 1992년
  - 대한민국의 배우 김지원.
  - 대한민국의 뮤지컬 배우 이봄소리.
  - 대한민국의 뮤지컬 배우 이지현.
  - 일본의 가수, 모델, 배우 아키야마 유리카.
- 1993년 - 대한민국의 전 야구 선수 강진성.
- 1994년
  - 대한민국의 가수 마블제이.
  - 대한민국의 스피드 스케이팅 선수 김현영.
  - 일본의 배우 스가 켄타.
  - 일본의 배우 이오야마 미사토.
- 1995년
  - 대한민국의 전 프로게이머 강하운.
  - 대한민국의 범죄자 문형욱.
- 1996년 - 미국의 배우 챈스 퍼도모. (~2024년)
- 1998년
  - 대한민국의 가수 예빈 (희나피아).
  - 중화인민공화국의 바둑 기사 양딩신.
- 1999년 - 대한민국의 가수 수요.
- 2000년
  - 대한민국의 가수 희진 (이달의 소녀).
  - 대한민국의 리그 오브 레전드 프로게이머 바이퍼.
- 2001년
  - 아일랜드의 배우 아트 파킨슨.
  - 일본의 가수 타츠야 마키호 (AKB48 팀B).
- 2002년
  - 대한민국의 축구 선수 천가람.
  - 일본의 프로레슬링 선수 아사히. (~2024년)
- 2003년
  - 대한민국의 농구 선수 변소정.
  - 대한민국의 야구 선수 강승구.
- 2004년
  - 대한민국의 가수 시온.
  - 대한민국의 축구 선수 김대환.

## 사망
- 1216년 - 잉글랜드의 왕 존. (1166년~)
- 1745년 - 영국계 아일랜드의 소설가 조너선 스위프트. (1667년~)
- 1851년 - 루이 16세와 마리 앙투아네트의 딸인 마리 테레즈 드 프랑스. (1778년~)
- 1937년 - 영국의 핵물리학자 어니스트 러더퍼드. (1871년~)
- 1961년
  - 대한민국의 범죄인 이정재 (1917년~)
  - 대한민국의 범죄인, 정치 깡패 신정식. (1928년~)
- 1970년 - 멕시코의 대통령, 혁명가 라사로 카르데나스. (1895년~)
- 1973년 - 대한민국의 교수 최종길. (1931년~)
- 1991년 - 대한민국의 소설가 정비석. (1911년~)
- 1996년 - 대한민국의 신학자 안병무. (1922년~)
- 1999년 - 영국의 행정가 로버트 블랙. (1906년~)
- 2010년 - 대한민국의 언론인, 저술가 손충무. (1940년~)
- 2014년 - 자메이카의 싱어송라이터 겸 기타 연주자 존 홀트. (1947년~)
- 2018년
  - 대한민국의 정치인 조일제. (1928년~)
  - 일본의 화학자 시모무라 오사무. (1928년~)
- 2024년
  - 대한민국의 문학평론가 김양수. (1933년~)
  - 대한민국의 언론인 김주철. (1941년~)

## 기념일
- 제헌절 - 1974년 뉴질랜드로부터 자치 독립한 것을 기념하는 날: 니우에
- 테레사 수녀의 날: 알바니아

## 같이 보기
- 전날: 10월 18일 다음날: 10월 20일 - 전달: 9월 19일 다음달: 11월 19일
- 음력: 10월 19일
- 모두 보기